# Zenaida auriculata
La zenaida torcaza (Zenaida auriculata) es una especie de ave columbiforme de la familia Columbidae propia de Sudamérica. También se la conoce como tórtola, torcaza, torcaza nagüiblanca, tórtola orejuda, tórtola torcaza, zenaida torcaza, tórtola sabanera, paloma sabanera, torcaza común o palomita montera.

## Distribución geográfica
Vive comúnmente en Sudamérica habiendo aparecido pequeñas colonias en Trinidad y Tobago y las Antillas Neerlandesas.

## Hábitat
Se puede encontrar en lugares abiertos y arboledas, aunque se ha adaptado muy bien a las zonas urbanas.

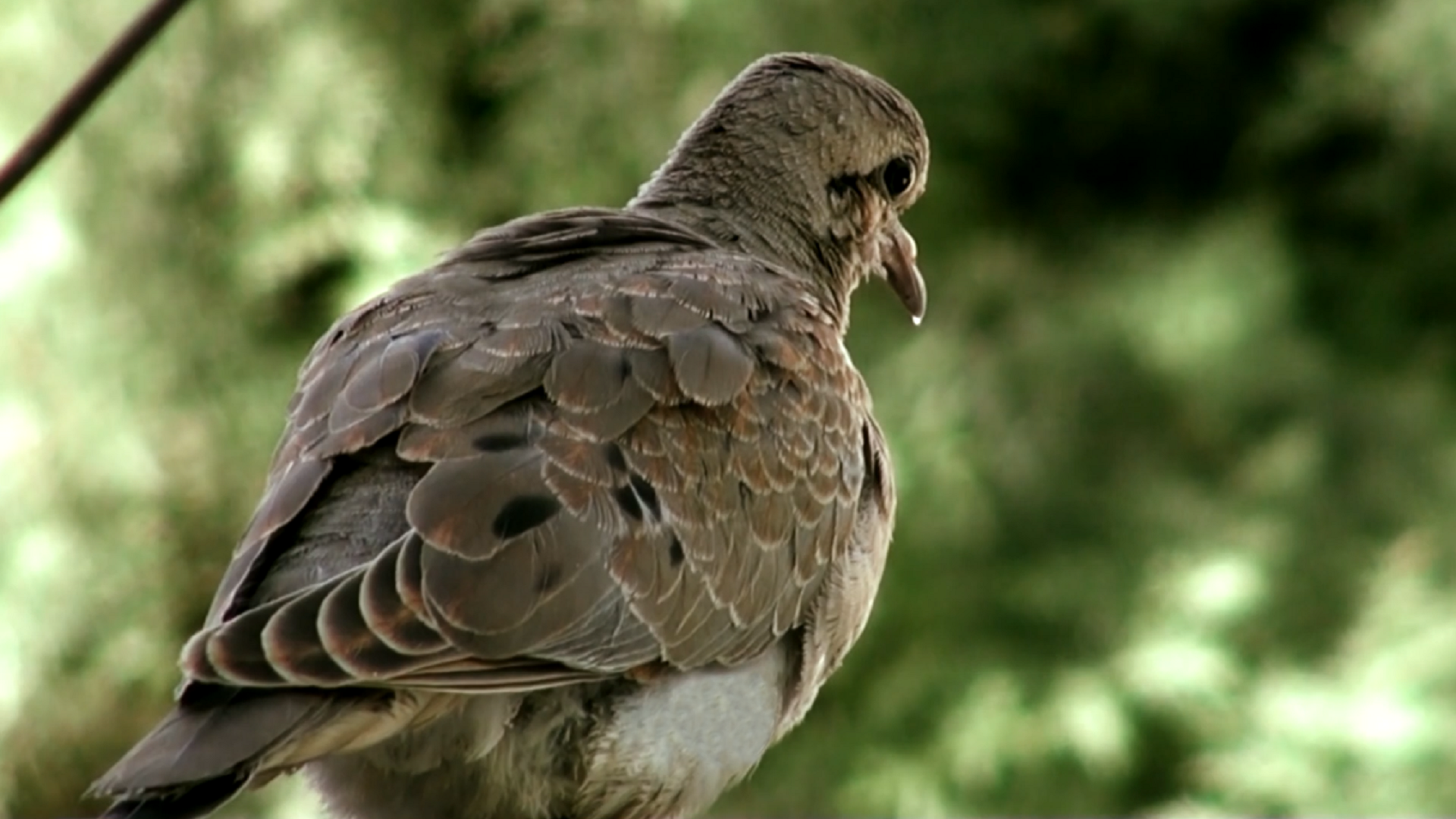
Paloma torcaza en Villa Devoto, Buenos Aires, Argentina (año 2018)

## Anidación
Puede nidificar tanto en la superficie, como en arbustos o árboles. Pone dos huevos blancos que eclosionan en 12 a 14 días.

## Características

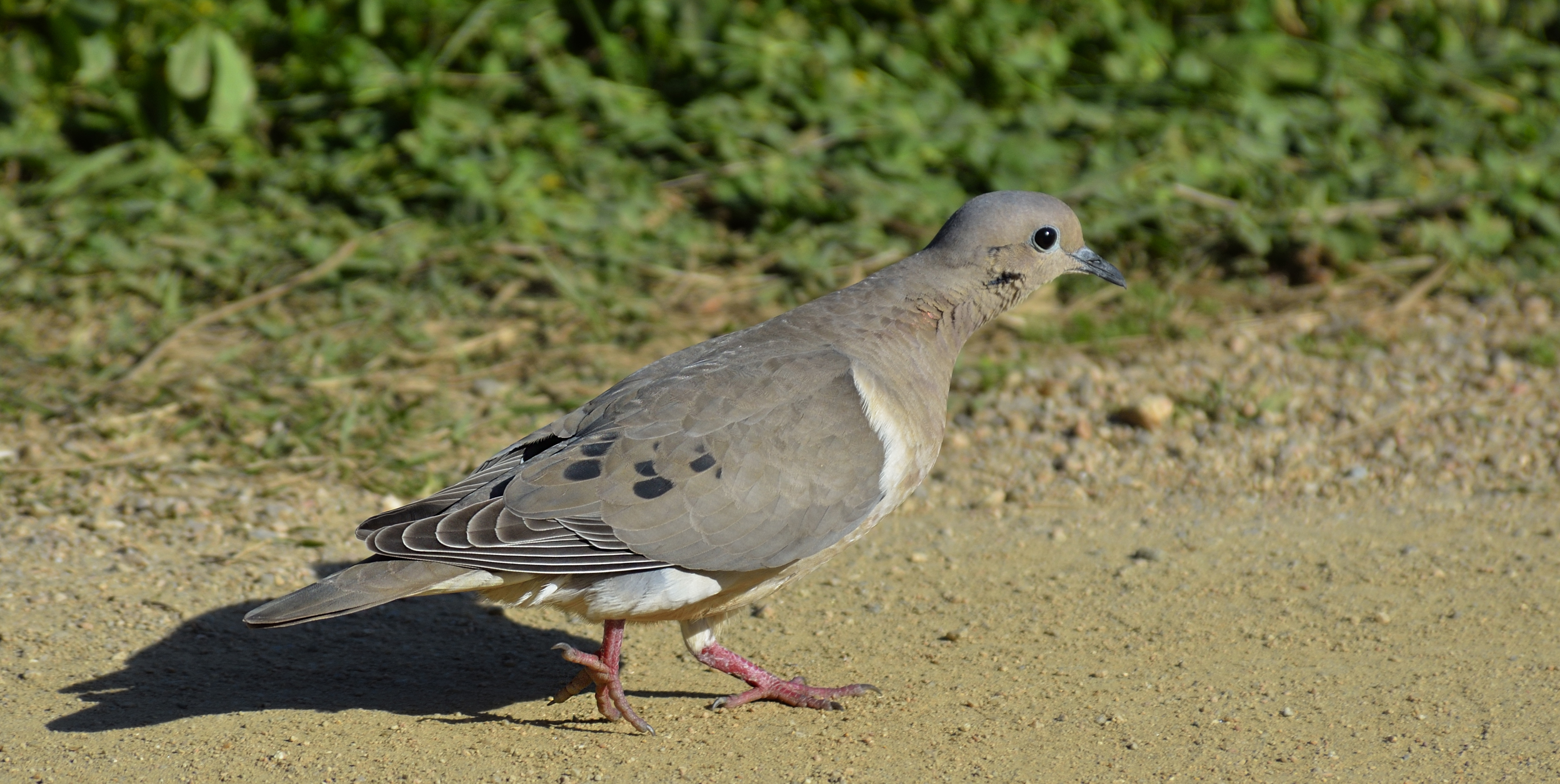
Torcaza.

Se trata de un ave principalmente granívora, de unos 22 a 28 cm de largo. Presenta una coloración parda que varía según la región corporal y posee unas características máculas negras en las terciarias y en las coberteras medianas y mayores internas. De corona grisácea, al igual que la cola, vientre y área cloacal. Cara, cuello y zona inferior parduzcos. Presenta una visible línea auricular negra. En el cuello se puede observar una mancha iridiscente color vino. Leve dimorfismo sexual; el macho posee una corona más gris y marca iridiscente más grande que la hembra. Es una ave gregaria y veloz, que se ha adaptado muy bien a las áreas urbanas.

#### Sonidos
Realizan un canto muy peculiar y muy distinto a otras aves que también utilizan para llamar a sus crías. Tanto macho como hembra cantan, esta última casi exclusivamente en el momento previo a alimentar a sus crías (adaptación al llamado). El macho canta con más fuerza y entonación que la hembra.
El llamado a la pareja lo realizan inclinándose, apoyando el buche en el suelo y levantando la cola, desplegándola y exhibiendo su característico abanico degradado de las plumas timoneras, emitiendo al mismo tiempo un sonido similar al de una rana.
El arrullo lo realizan irguiéndose, elevando la cabeza e inflando el buche para luego inclinarse manteniendo la mirada al frente, para tomar aire y volver a erguirse, repiten el movimiento algunas veces ciclicamente, emitiendo un canto corto y grave al mismo tiempo.
Su sonido de alerta es similar a una exclamación de asombro, la realizan directamente (sin inflar el buche) y abriendo el pico, generalmente se quedan inmóviles, mirando fijamente hacia el lugar que disparó el alerta, mientras repiten el sonido.

## Taxonomía
Se reconocen 11 subespecies de Zenaida auriculata:
- Zenaida auriculata antioquiae Chapman, 1917
- Zenaida auriculata auriculata (Des Murs, 1847)
- Zenaida auriculata caucae Chapman, 1922
- Zenaida auriculata hypoleuca Bonaparte, 1855
- Zenaida auriculata jessieae Ridgway, 1888
- Zenaida auriculata marajoensis Berlepsch, 1913
- Zenaida auriculata noronha Sharpe, 1890
- Zenaida auriculata rubripes Lawrence, 1885
- Zenaida auriculata ruficauda Bonaparte, 1855
- Zenaida auriculata vinaceorufa Ridgway, 1884
- Zenaida auriculata virgata Bertoni, W., 1901